# يبر
يبر أو إيبرس بالفرنسية (Ypres) (الهولندية: Ypres هي مدينة في المنطقة الفلمنكية في بلجيكا في فلاندرز الغربية.
تقع في شمال غرب بلجيكا في منطقة ويستهوك. يبلغ عدد سكان المدينة 35000 نسمة، مما يجعلها سادس أكبر مدينة في فلاندرز الغربية. مع ليل ومدن منطقة نور با دو كاليه السابقة للتعدين في فرنسا، تشارك أيضًا في مجموعة حضرية تضم حوالي 3.8 مليون نسمة.
يبر هي مدينة تاريخية ذات تراث معماري مهم، مما يدل على عظمة المدينة في العصور الوسطى، حيث كانت واحدة من المدن الرئيسية لصناعة الملابس في فلاندرز، مثل بروج. في القرن الثالث عشر، كانت يبر واحدة من أكبر المدن في أوروبا، لكنها تراجعت بسرعة لصالح جيرانها. في الآونة الأخيرة، كانت «إيبرس» في مركز معارك «إيبرس» سيئة السمعة، وتم تدمير المدينة ومعالمها التاريخية بالكامل. تم إعادة بناء معظم المعالم الأثرية والمنازل القديمة بشكل مماثل بعد الحرب، مما أدى إلى جنون للأسلوب الإقليمي، والعديد من المنازل الفلمنكية الجديدة (القوطية، عصر النهضة، الباروك).

## التاريخ
نشأت مدينة يبر حول نطاق كارولينغيان وسوق بعيد يبلغ حوالي 600 متر. في القرن الحادي عشر، اندمج هذان المركزان عمليًا لتشكيل قرية تتمتع بسلطات إدارية.
كانت مسقط رأس وليام إبرس، قبطان المرتزقة الذي قاتل بنجاح إلى جانب ملك إنجلترا ستيفن ضد الإمبراطورة ماتيلدا.

## توأمة
ليبر اتفاقيات توأمة مع كل من:
- سيماي
- زيغن
- ليرته
- وا [الإنجليزية]‏
- سان أومير
- سيتينغبورن [الإنجليزية]‏
- هيروشيما

## أعلام
- إرنست ستادلر
- ميلخيور برودرلام
- كورنيليوس جانسين
- جوناثان بلونديل
- وليم هوب هودسون
- روبرت الثالث، كونت فلاندرز
- جوزيف تيلي
- فريس دشلدر
- إيما ميسمان
- جيوفري تايلور